# ルキウス・カエキリウス・フィルミアヌス・ラクタンティウス

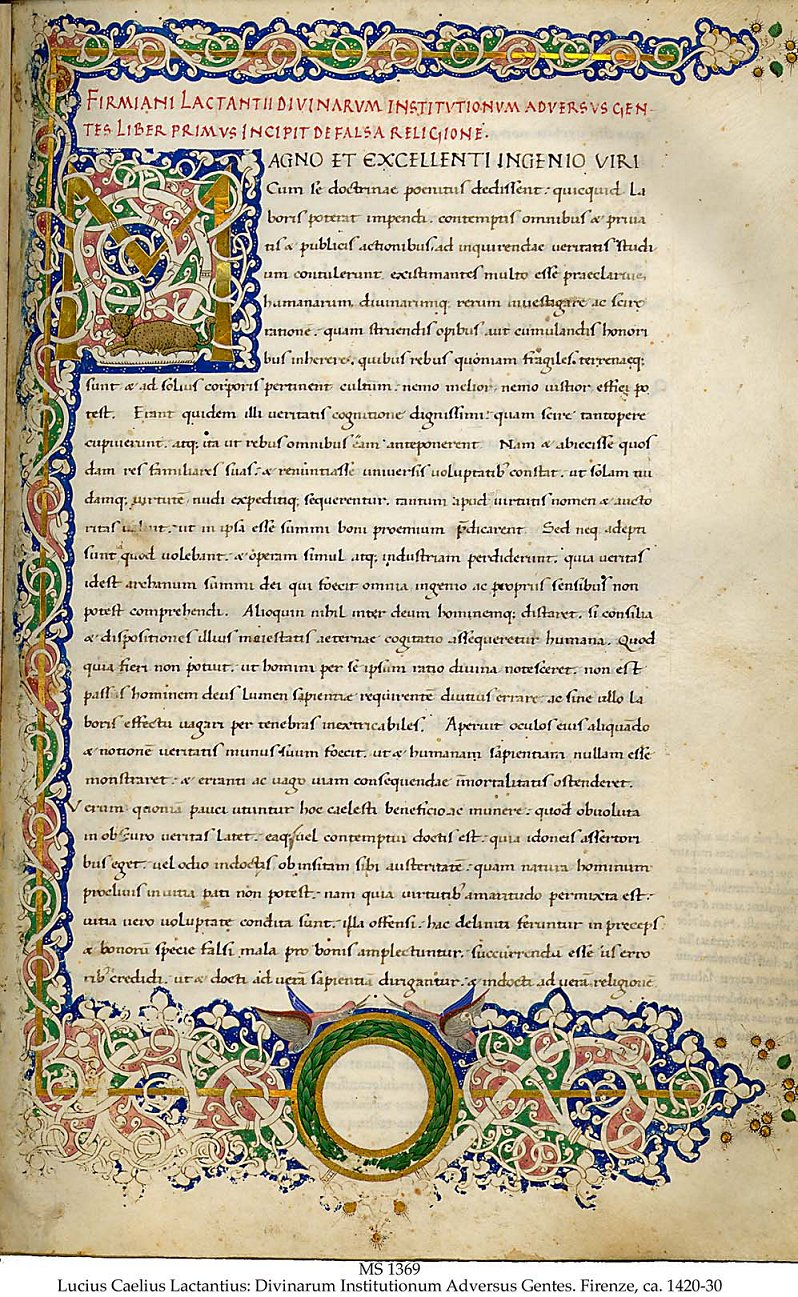
『神聖教理』の序文。ルネサンス期、1420年-1430年頃にグリエルミーノ・タナリアによってフィレンツェで作成された写本。

ルキウス・カエキリウス・フィルミアヌス・ラクタンティウス（羅: Lucius Caecilius Firmianus Lactantius）あるいはルキウス・カエリウス・フィルミアヌス・ラクタンティウス（羅: Lucius Caelius Firmianus Lactantius）は、初期のキリスト教著述家（240年頃 - 320年頃）で、最初のキリスト教徒のローマ皇帝コンスタンティヌス1世の助言者となり、彼の宗教政策が発展するように導いた人物である。また、コンスタンティヌス1世の息子の家庭教師となった。

## 生涯
ラクタンティウスはラテン語を母語とする北アフリカ人で、シッカのアルノビウスの下で学び、ローマ帝国東部の様々な都市で修辞学を教え、最終的にコンスタンティノポリスに入った。彼はキリスト教を明確に弁明する弁証的な著作を書き、これがローマの伝統的宗教を信じ続けていた教養人たちの趣味に合ったが、キリスト教の擁護はギリシア哲学者たちからの批判に対するものであった。彼の『神聖教理』（羅: Divinae Institutiones）はキリスト教思想の体系的な表現の初期の例である。彼は幾分か異端的であると死後にみなされたが、ルネサンス人文主義者が彼に新たな関心を抱いた。ただしそれは彼の神学のためではなく、むしろ彼の精巧な修辞的ラテン語文体のためであった。
神聖教理の英訳者は以下のように序文を始めている:

ラクタンティウスはキリスト教の教父の中で常に高い位置を占めてきたが、それは単に彼の著作の内容によるものではなく、様々な学識、表現の甘美さ、文体の端麗さといった彼を特徴づけるものにもよるのである。

ラクタンティウスはキリスト教徒の家庭に生まれなかった。若いころは生地であるヌミディアのキルタで修辞学を教えたが、同地の碑文で、ある「L・カエキリウス・フィルミアヌス」が言及されている。
ラクタンティウスは最初の内は順調にキャリアを積んだ。ローマ皇帝ディオクレティアヌスの要請に応じて、ニコメディアに赴いて修辞学の公的教師となっているが、彼はその時のアフリカからの旅を詩『ホドエポリクム』で詠んでいる。彼はニコメディアで論客ソッシアヌス・ヒエロクレスや異教哲学者テュロスのポルピュリオスとともに宮廷の交流に加わった; ここで最初に彼はコンスタンティヌスおよびガレリウスと会っているが、彼は後者をディオクレティアヌスによる迫害の黒幕とみている。キリスト教に改宗すると、彼は、ディオクレティアヌスによる宮廷内でのキリスト教徒粛清が始まり『反キリスト教令』（303年2月24日）が出される前に職を辞した。続いて、ヒエロニムスに従えば、ラテン語修辞家として彼は貧しい生活をして、コンスタンティヌス1世がパトロンになるまでは文筆業でなんとか生計を営んだ。新皇帝は老学者を311年もしくは313年に召し抱えた。コンスタンティヌス帝との友好によってラクタンティウスは貧困から脱出し、コンスタンティヌスの息子クリスプスのラテン語教師となった。その後317年に、クリスプスが副帝に任じられてトリーアに派遣されるとラクタンティウスも彼に付き従って同地へ赴いた。クリスプスは326年に死罪となったがラクタンティウスがいつどのような状況で死んだかは不明である。
初期の多くのキリスト教著述家と同様に、ラクタンティウスは古典古代の文体に倣った。初期の人文主義者は彼を「キリスト教徒のキケロ」（羅: Cicero Christianus）と呼んでいる。
彼の著作は15世紀に何度か出版されており、1465年の版は百万ドル以上の値段で2000冊売れた。

## 著作
- 『神の業（ドイツ語版）』（羅: De Opificio Dei） - 弁証的な作品、ディオクレティアヌスによる迫害中の303年か304年に書かれ、以前の弟子でデメトリアニウスという名のキリスト教徒に献じられた。ラクタンティウスの著作全体に通底する弁証原理は本論考において十分明らかにされている。
- 『神聖教理（英語版）』（羅: Divinarum Institutionum Libri VII）[7] - 303年から311年に書かれた。本書がラクタンティウスの著作の中で最も有名である。弁証的論考として本書は異教徒の批判者に対する反論として、異教的信仰の無益さの指摘とキリスト教の真理の有効性の確立に充てられている。本書はラテン語では初めてのキリスト教神学の体系的開陳であり、全ての反論者を沈黙させるのに十分広範な内容になるように計画されている[8]。 『カトリック百科事典』によれば、「ラクタンティウスの強さと弱さが彼の著作以上に弱く示されてるところはない。彼の文体の美しさ、選択、そして語法の適切さは、キリスト教の原理に対する著者の理解の欠如と、聖典に関するほぼ完全な無知を隠せていない。」 この論考には、20世紀まではただ二つ知られていた頌歌の一方であるソロモンの頌歌が19回引用されている[9]。しかし、彼が地球球体説を嘲っている[10]のはコペルニクスに「子供じみている」と批判されている[11]。
- 『神聖教理』の概略版が存在し、主題をまとめている。
- 『神の怒り』（羅: De Ira Dei） - はっきりとストア派やエピクロス派に向けられており、擬人化された神々を扱っている。
- 『迫害者達の死（英語版）』（羅: De Mortibus Persecutorum） - 弁証的な性格を持つが、キリスト教著述家たちには歴史書として扱われている。本書の要点はキリスト教迫害者達の死を描くことにある: ネロ、ドミティアヌス、デキウス、ウァレリアヌス、アウレリアヌス、そしてラクタンティウス時代の同時代人のディオクレティアヌス、マクシミアヌス、ガレリウス、マクシミヌス・ダイアがこれに相当する。本書は、それぞれの逸話がそのために配置されたところの道徳的要点の代わりに、迫害の最大最後の年代記とみなされた。ここでラクタンティウスはコンスタンティヌス1世が改宗前にみたキー・ロー（ギリシア語版、英語版）（☧）の幻視を保存している。完全なテキストはただ一つの写本から見つかっているが、その写本は『ルキウス・カエキリウスの迫害者達の死についての書にドナトゥスの告白を付す』（羅: Lucii Caecilii liber ad Donatum Confessorem de Mortibus Persecutorium）と題されている。
- 広くラクタンティウスに帰されているがキリスト教のはっきりした表徴がない詩『不死鳥』（羅: de Ave Phoenice）は、神話に出てくる鳥が死んでは甦る話を伝えている。一方、この詩は有名なアングロ・サクソン詩に近代になってから『不死鳥』という題が与えられた源泉となっている。